# Corticium acanthastrum
Corticium acanthastrum är en svampdjursart som beskrevs av Thomas 1968. Corticium acanthastrum ingår i släktet Corticium och familjen Plakinidae.
Artens utbredningsområde är havet utanför Indien. Inga underarter finns listade i Catalogue of Life.